# Neonauclea cyrtopoda
Neonauclea cyrtopoda är en måreväxtart som först beskrevs av Friedrich Anton Wilhelm Miquel, och fick sitt nu gällande namn av Elmer Drew Merrill. Neonauclea cyrtopoda ingår i släktet Neonauclea och familjen måreväxter. Inga underarter finns listade i Catalogue of Life.